# Euryopis quinqueguttata
Euryopis quinqueguttata Thorell, 1875 è un ragno appartenente alla famiglia Theridiidae.

## Distribuzione
La specie è stata rinvenuta in Europa e in varie località della regione che va dall'Egitto al Turkmenistan.

## Tassonomia
Non sono stati esaminati esemplari di questa specie dal 1991.
Attualmente, a dicembre 2013, non sono note sottospecie